# Młodzieżowe Indywidualne Mistrzostwa Polski na Żużlu 2014
Młodzieżowe Indywidualne Mistrzostwa Polski na Żużlu 2014 – zawody żużlowe, mające na celu wyłonienie medalistów młodzieżowych indywidualnych mistrzostw Polski w sezonie 2014. Rozegrano trzy turnieje eliminacyjne oraz finał, w którym zwyciężył Szymon Woźniak.

## Finał
- Gorzów Wielkopolski, 13 września 2014
- Sędzia: Piotr Nowak

| Msc. | Zawodnik           | Klub                  | Pkt   |             |  |
| ---- | ------------------ | --------------------- | ----- | ----------- |  |
| 1    | Szymon Woźniak     | Polonia Bydgoszcz     | 14    | (3,3,3,3,2) |  |
| 2    | Piotr Pawlicki     | Unia Leszno           | 13    | (2,3,3,3,2) |  |
| 3    | Bartosz Zmarzlik   | Stal Gorzów Wlkp.     | 11 +3 | (3,2,1,2,3) |  |
| 4    | Tobiasz Musielak   | Unia Leszno           | 11 +2 | (2,1,2,3,3) |  |
| 5    | Kacper Gomólski    | Unia Tarnów           | 10    | (3,2,2,1,2) |  |
| 6    | Adrian Cyfer       | Stal Gorzów Wlkp.     | 10    | (2,1,2,2,3) |  |
| 7    | Kamil Adamczewski  | Falubaz Zielona Góra  | 9     | (3,3,0,3,0) |  |
| 8    | Adrian Gała        | Start Gniezno         | 7     | (1,1,3,1,1) |  |
| 9    | Paweł Przedpełski  | Unibax Toruń          | 6     | (0,2,1,0,3) |  |
| 10   | Kacper Woryna      | ROW Rybnik            | 6     | (w,3,0,2,1) |  |
| 11   | Krystian Pieszczek | Wybrzeże Gdańsk       | 6     | (1,0,2,2,1) |  |
| 12   | Patryk Malitowski  | Sparta Wrocław        | 5     | (2,w,3,0,0) |  |
| 13   | Adam Strzelec      | Falubaz Zielona Góra  | 5     | (1,0,1,1,2) |  |
| 14   | Rafał Malczewski   | Włókniarz Częstochowa | 3     | (0,2,0,0,1) |  |
| 15   | Bartosz Smektała   | Unia Leszno           | 3     | (1,0,1,1,0) |  |
| 16   | Artur Czaja        | Włókniarz Częstochowa | 1     | (0,1,u,0,0) |  |
|      | rez. Marcin Nowak  | GKM Grudziądz         |       |             |  |
|      | rez. Ernest Koza   | Unia Tarnów           |       |             |  |

Bieg po biegu:
1. Gomólski, Musielak, Pieszczek, Przedpełski
2. Zmarzlik, Cyfer, Smektała, Malczewski
3. Woźniak, Pawlicki, Gała, Woryna (w/2x)
4. Adamczewski, Malitowski, Strzelec, Czaja
5. Woryna, Zmarzlik, Czaja, Pieszczek
6. Pawlicki, Malczewski, Musielak, Malitowski (w/su)
7. Adamczewski, Przedpełski, Gała, Smektała
8. Woźniak, Gomólski, Cyfer, Strzelec
9. Gała, Pieszczek, Strzelec, Malczewski
10. Woźniak, Musielak, Zmarzlik, Adamczewski
11. Malitowski, Cyfer, Przedpełski, Woryna
12. Pawlicki, Gomólski, Smektała, Czaja (u3)
13. Woźniak, Pieszczek, Smektała, Malitowski
14. Musielak, Cyfer, Gała, Czaja
15. Pawlicki, Zmarzlik, Strzelec, Przedpełski
16. Adamczewski, Woryna, Gomólski, Malczewski
17. Cyfer, Pawlicki, Pieszczek, Adamczewski
18. Musielak, Strzelec, Woryna, Smektała
19. Przedpełski, Woźniak, Malczewski, Czaja
20. Zmarzlik, Gomólski, Gała, Malitowski
21. Bieg dodatkowy o 3. miejsce: Zmarzlik, Musielak